# Severosotština
Severosotština je jazyk ze skupiny sotho-tswana užívaný zejména v Jihoafrické republice. Je jedním z 12 úředních jazyků, jež Jihoafrická republika uznává. Jazykem se hovoří zejména v severovýchodní části země, nejvíce v provincii Limpopo (méně také v provinciích Gauteng, Mpumalanga a North West).
Jazykem hovoří asi 6,2 milionu rodilých mluvčích, tj. asi 10 % populace Jihoafrické republiky a je tak pátým nejužívanějším jazykem v zemi.